# Faxe (Ort)
Faxe [ˈfɑgsə] (bis 2007 offizielle Schreibweise „Fakse“) ist eine Kleinstadt in der Region Sjælland auf der dänischen Insel Seeland (Sjælland).
Seit der Kommunalreform 2007 gehört Faxe zur neu geschaffenen Faxe Kommune. Faxe selbst hat 4189 Einwohner (Stand 1. Januar 2023), die Kommune insgesamt 37.344 Einwohner auf 405 km². Verwaltungssitz der Kommune ist nicht der namensgebende Ort Faxe, sondern das einwohnerstärkste Haslev.
Der Name Faxe (früher auch Faxæ, Faza) leitet sich vom altnordischen Wort für „Pferdemähne“ ab und bezieht sich vermutlich auf die Lage der Stadt auf einem Höhenzug.

## Geschichte
Aus Faxe stammte der Legende nach der Häuptlingssohn Rollo, der um 900 das Land an der Seinemündung eroberte. Erstmals erwähnt wurde die Stadt 1280. Eines der ältesten Gebäude ist die Kirche aus dem Jahr 1440. 1577 brannten Kirche und Pfarrhaus nieder, wurden aber wieder aufgebaut. In Faxe befindet sich die älteste Folkeskole Dänemarks, ein Fachwerkbau von 1633.
Bereits 1864 wurde eine Eisenbahnlinie zwischen den Kalksteinbrüchen und dem Hafenort Faxe Ladeplads gebaut. 1879 erhielt Faxe mit der Ostbahn Anschluss an das dänische Eisenbahnnetz. 1880 wurden beide Linien verbunden. 1900 erhielt die Stadt ein Wasserwerk, bis 1904 eine Apotheke und 1908 das Rathaus.
Östlich der Stadt liegen Kalksteinbrüche (Faxekalk).  Bereits seit dem 13. Jahrhundert wird hier Kalkstein gebrochen, seit dem 17. Jahrhundert auch Kalk gebrannt. 1901 wurde in Faxe die Brauerei Faxe Bryggeri gegründet, die mittlerweile zum Brauereikonzern Royal Unibrew gehört. Dessen Konzernzentrale liegt in Faxe.

## Entwicklung der Einwohnerzahl
| Jahr             | Einwohner |
| ---------------- | --------- |
| 9. November 1970 | 2.720     |
| 1. Januar 1976   | 2.954     |
| 1. Januar 1981   | 3.350     |
| 1. Januar 1986   | 3.440     |
| 1. Januar 1990   | 3.624     |
| 1. Januar 1996   | 3.713     |
| 1. Januar 2000   | 3.856     |
| 1. Januar 2004   | 3.826     |
| 1. Januar 2008   | 3.943     |
| 1. Januar 2009   | 3.914     |
| 1. Januar 2010   | 3.908     |

## Verwaltungszugehörigkeit
In der Zeit vom 1. April 1970 bis zum 31. Dezember 2006 gehörte Faxe zur Fakse Kommune im Storstrøms Amt. Seit dem 1. Januar 2007 ist die Stadt Bestandteil der Faxe Kommune in der Region Sjælland.

## Söhne und Töchter der Stadt
- Kurt Møller (1919–1997), Jurist und Sportfunktionär
- Kjeld Hansen (* 1951), Politiker, Bürgermeister von Herlev seit 1996
- Jesper Olsen (* 1961), ehemaliger professioneller Fußballspieler
- Kristian Eidnes Andersen (* 1966), Komponist und Tontechniker
- Michael Maze (* 1981), professioneller Tischtennis-Spieler